# Арнавиль
Арнави́ль (фр. Arnaville) — коммуна во французском департаменте Мёрт и Мозель региона Лотарингия. Относится к  кантону Тиокур-Реньевиль.	

## География
Арнавиль расположен в 17 км к юго-западу от Меца и в 38 км к северу от Нанси. Стоит у места впадения Рюп-де-Ма в Мозель. Соседние коммуны: Новиан-сюр-Мозель и Корни-сюр-Мозель на северо-востоке, Арри, Марьёль и Лорри-Мардиньи на юго-востоке, Паньи-сюр-Мозель на юге, Прени на юго-западе, Байонвиль-сюр-Ма, Онвиль и Вильсе-сюр-Ма на западе.
В 1871-1914 годах Аранавиль был приграничной коммуной с Германией.

## История
Первое упоминание о деревне датируется 851 годом, когда она называлась Вилла Арнольди (лат. Villa Arnoldi). Позже она стала называться Арнальдивилла вплоть до XIX века, когда появилось современное название Аранавиль. Арнавиль долгое время был зависим как от Лотарингского герцогства, так и от земли Горз, относившейся к Французскому королевству. В 1718 году вошёл в герцогство Лотарингия, в котором находился до 1766 года. По Франкфуртскому договору 1871 года новая граница между Францией и Германией прошла между Арнавилем и Новианом. В апреле 1887 года здесь произошёл известный дипломатический инцидент Шнебеле, приведший к сильной напряжённости в отношениях между двумя странами.
В начале Первой мировой войны незащищенный Аранавиль был занят с первого дня войны 1914-1918 годов.

### Вторая мировая война
Арнавиль стал сценой драматического эпизода битвы за Мец в сентябре 1944 года. Здесь впервые в Европе американская армия использовала дымовую завесу в наступательной операции.

## Демография
Население коммуны на 2010 год составляло 605 человек.
| 1962 | 1968 | 1975 | 1982 | 1990 | 1999 | 2010 |
| ---- | ---- | ---- | ---- | ---- | ---- | ---- |
| 665  | 663  | 640  | 583  | 597  | 609  | 605  |

## Достопримечательности
- Галло-романские руины в местечке Шато-де-ла-Ситадель.
- Усадьба на месте древнего фортифицированного дома, разрушенного в XVII веке, в месте под названием Цитадель.
- Жилые дома XVI-XVII веков, расположенные вокруг церкви.
- Доисторическое место Рюдемон, поселение конца бронзового — начала железного века. Возраст обнаруженных здесь в 1979-1980 годов скульптур оценивается в 5 тыс. лет.
- Церковь XVIII века, защитная башня в романском стиле.
- Часовня при кладбище, неф XVIII века, хоры XIV века.

## Известные уроженцы
- Андре Амелле (фр. André Amellér, 1912—1990) — французский композитор и дирижёр.